# Bramenbootje
Het bramenbootje (Hypoderma rubi) is een soort schimmel uit de familie Rhytismataceae. Het komt voor op dode twijgen voor braam (Rubus).

## Kenmerken
De schimmel heeft zowel een anamorfe (aseksuele) als teleomorfe (seksuele) fase:
- Anamorfe fase: De conidiomata zijn 150–300 μm in diameter, zwart, glanzend en rond, met één of twee kleine centrale ostiolen. De conidiogene cellen zijn cilindrisch tot taps toelopend, hyaliene, glad, en de conidia zijn hyaliene, aseptaat, glad, en meten 2–4 × 1 μm.

- Teleomorfe fase: De ascomata zijn 3 mm lang, elliptisch tot lang-elliptisch, en ingekapseld in bruin gekleurde stelen. De asci zijn 8-sporig, klokvormig, langgesteeld en meten 90–150 × 8–12 μm. De ascosporen zijn hyaliene, aseptaat, glad, vaak gebogen aan de bovenkant en meten 16–36 × 2,5–4 μm.

## Verspreiding
In Nederland komt het bramenbootje zeldzaam voor.